# Miss Gloria balla la danza del pavone
Miss Gloria balla la danza del pavone (Peacock Alley) è un film muto del 1922 scritto, prodotto e diretto da Robert Z. Leonard. Il film ha come protagonista Mae Murray, all'epoca sposata con il regista. Gli altri interpreti erano Monte Blue, Edmund Lowe, William J. Ferguson, Anders Randolf, William H. Tooker.
Sebbene Mae Murphy interpretasse nel 1930 un altro Peacock Alley, film diretto da Marcel de Sano, i due film non hanno alcuna relazione l'uno con l'altro.

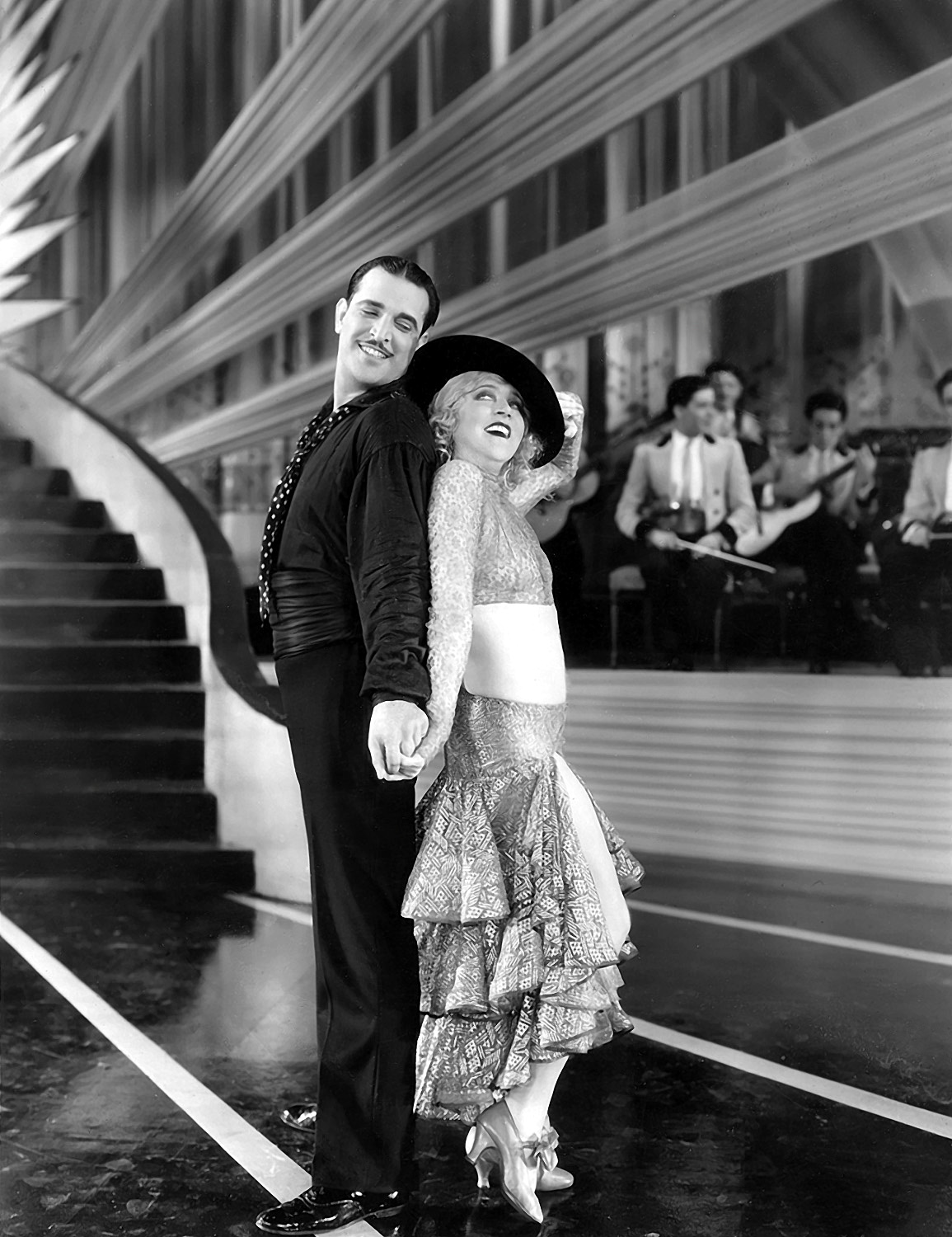
Mae Murray & Edmund Lowe

## Trama

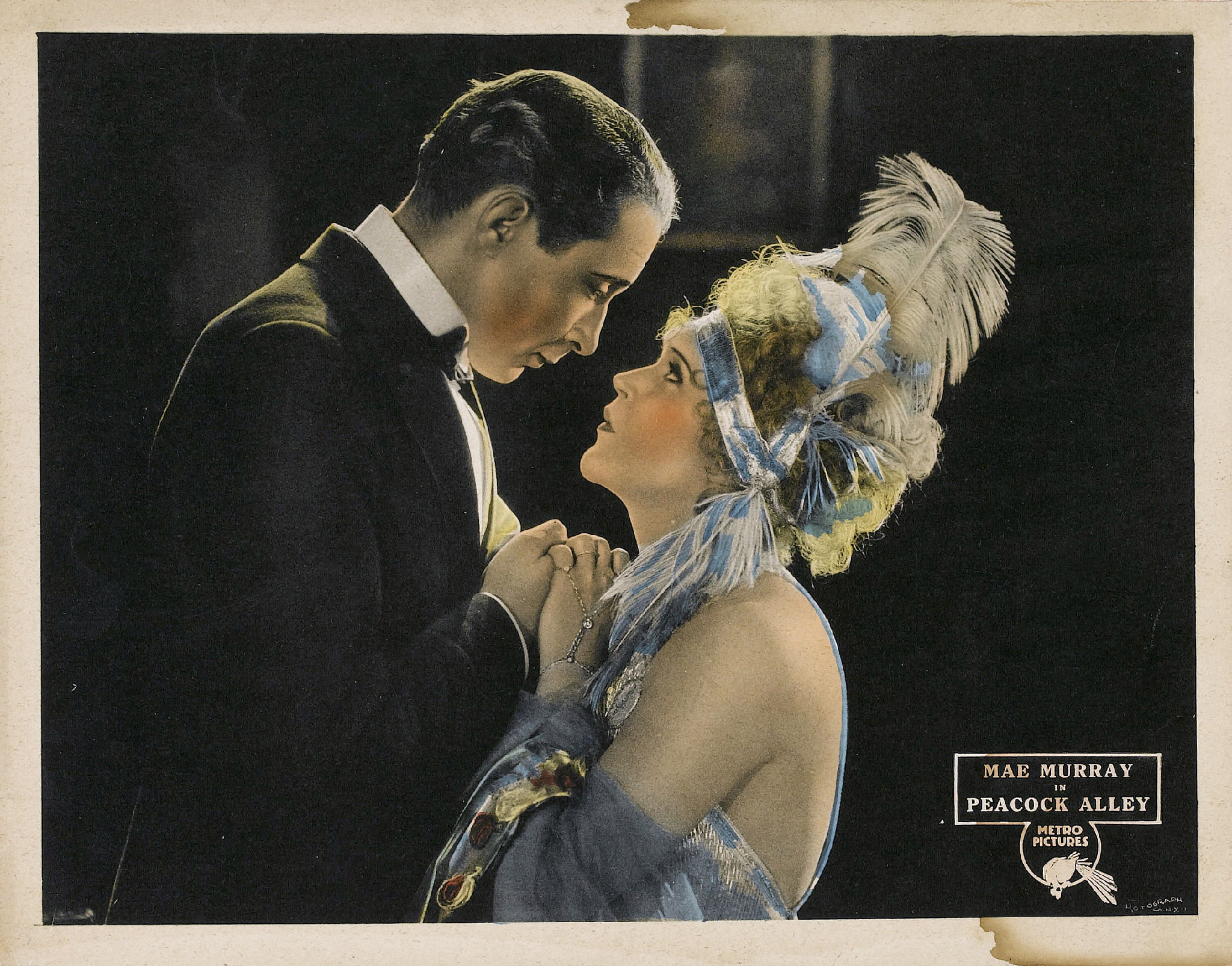
Monte Blue e Mae Marsh

Elmer si reca per affari a Parigi. Vi incontra Cleo, una ballerina, se ne innamora e la sposa. Quando la porta a casa nella cittadina della Pennsylvania dove vive, la presenta agli amici che però disapprovano la sua scelta. La coppia si trasferisce e va a vivere a New York. Elmer incontra dei grossi problemi finanziari e la moglie, per aiutarlo, accetta un ingaggio teatrale. Lui, però, sospetta che Cleo abbia ripreso una relazione con un vecchio amico e torna a Harmontown. Più tardi, scoprirà la verità e tornerà dalla moglie per chiederle perdono dei suoi sospetti ingiusti.

## Produzione
Girato nel 1921 a New York, fu il primo film prodotto dalla nuova casa di produzione Tiffany Productions che era stata fondata dalla diva Mae Murray e da suo marito, il regista Robert Z. Leonard.

## Distribuzione
Il copyright del film, richiesto dalla Tiffany Productions, Inc., fu registrato il 3 dicembre 1921 e il 9 gennaio 1922 con i numeri LP17279 e LP17468.
Il film, distribuito dalla Metro Pictures Corporation uscì negli Stati Uniti il 23 gennaio 1922. Fu uno dei più grandi successi di quell'anno, il più grande della carriera di Mae Murray. In Portogallo, il film uscì il 27 luglio 1925 con il titolo Cleo, a Francesita. In Italia, distribuito dalla First National, ottenne nel 1911 il visto di censura numero 17359.
Copia incompleta della pellicola è conservata alla Library of Congress di Washington. Alla Cinémathèque Suisse di Losanna e al National Film and Television Archive di Londra, si trovano riversamenti video provenienti da varie fonti.